# One Froggy Evening
One Froggy Evening es el título original del dibujo animado de casi siete minutos producido por Warner Bros. Es considerado uno de los mejores cortos animados de la historia, famoso por la aparición de la rana cantante, Michigan J. Frog.
Fue escrito por Michael Maltese y dirigido por Chuck Jones, y se estrenó el 31 de diciembre de 1955. El nombre de la rana le fue dado con posterioridad por Chuck Jones: el apellido es por ser una rana (en inglés, «frog»), y el nombre de pila se debe al título de la canción que canta (The Michigan Rag, escrita por Maltese). 

## Trama
Con la narración de la voz de Bugs Bunny (en la versión original no hay tal narración) se nos presenta la historia de un trabajador de construcción a mediados de los años 50 que trabaja en la demolición de un edificio de 1892 encuentra una caja dentro de la piedra angular del edificio. La abre para revelar una (aparentemente inmortal) rana cantante y bailarina con un sombrero de copa y un bastón. La caja además contienen una declaración con fecha del 16 de abril de 1892. El hombre intenta explotar los talentos de la rana por dinero, pero tan pronto como lo hace, la rana no da su espectáculo enfrente de nadie más. Por el resto del corto, el hombre frenéticamente trata de demostrar las habilidades de la rana al mundo exterior (primero tratando de conseguir un agente que le acepte, luego alquilando un teatro), pero todos sus esfuerzos fueron en vano. Finalmente se queda sin hogar (luego de gastar todo su dinero en el alquiler del teatro) y vive en un banco de un parque, donde la rana aún continúa cantando para él. Un policía la escucha y se aproxima al hombre pensando él estaba cantando, pero luego de verlo acusar a la rana por estar cantando, el policía no le cree y se lo lleva a un manicomio. Seguido de su liberación, el hombre descubre un edificio en construcción en el cual coloca la caja con la rana. Se da luego un salto en el tiempo hasta el año 2056, donde el edificio es demolido (o más bien desintegrado) por pistolas a láser futurísticas, y la caja con la rana es descubierta una vez más por un hombre de demolición del siglo XXI, comenzando todo el proceso nuevamente.

## La voz de la rana
Durante muchos años se desconoció quién había puesto la voz a Michigan. La edición en DVD del corto, incluido en Looney Tunes Golden Collection, ha identificado al cantante inequívocamente como el barítono Bill Roberts, artista de cabaret en Los Ángeles durante los años 50.

## Apariciones de Michigan
Después de la fama que alcanzó dicho dibujo, Warner Bros. no hizo cartoons adicionales salvo breves apariciones en los 90's cuando se le vio en un episodio de Tiny Toon Adventures de Steven Spielberg, titulado "Turtle Hurdle and Class Cut-up" y en 1995 también, cuando el mismo Jones lo revivió para "Another Froggy Evening".
También ha aparecido, una nueva y vistosa versión de Michigan J. Frog, haciendo de presentador para el canal de Warner -Warner television network- a su estreno hasta que se decidió desecharlo — su "muerte" fue anunciada el 22 de julio de 2005. También hubo una aparición de un clon de la rana en The Simpsons, cuando se le exhibió en un tributo a la trayectoria del payaso Krusty. Y claro... este no actuó para la audiencia.
Michigan J. Frog nunca ha aparecido en historietas o en loncheras (aunque sí en la portada del primer disco de Leon Redbone, que salió en 1975).